# Чопич, Владимир
Владимир Чопич (серб. Владимир Чопић; 8 марта 1891, Сень — 19 апреля 1938, Москва) — югославский коммунист.

## Биография
Родился в городе Сень в семье кустаря. По окончании гимназии учился на юридическом факультете Загребского университета. В студенческие годы был последователем националистической Хорватской партии права.
С началом Первой мировой войны был призван на службу в австро-венгерскую армию. Был отправлен на Карпатский фронт и в апреле 1915 попал в русский плен. В плену стал сторонником сперва анархизма под влиянием творчества Льва Толстого, а затем большевизма. В мае 1918 в Москве вступил в югославскую комгруппу при РКП(б), в ноябре 1918 был командирован в Югославию.
Деятель Коммунистической партии Югославии, в основании которой принимал участие с левым крылом Социал-демократической партии Хорватии и Славонии. Входил в ЦК Компартии, являлся организационным секретарём партии (1919-1921). Был избран в скупщину от КПЮ. Был делегатом КПЮ на V конгрессе Коминтерна.
В 1925 году эмигрировал в СССР. Обучался в Международной ленинской школе.
В 1937—1938 годах участвовал в Гражданской войне в Испании. Командовал 15-й Интербригадой имени Линкольна.
В 1938 году вернулся в СССР. Редактировал издание Lenjinova dela.
Расстрелян 19 апреля 1938 года. Посмертно реабилитирован решением воинской коллегии Верховного Суда СССР 10 июня 1958 года